# Museu do Ciclismo

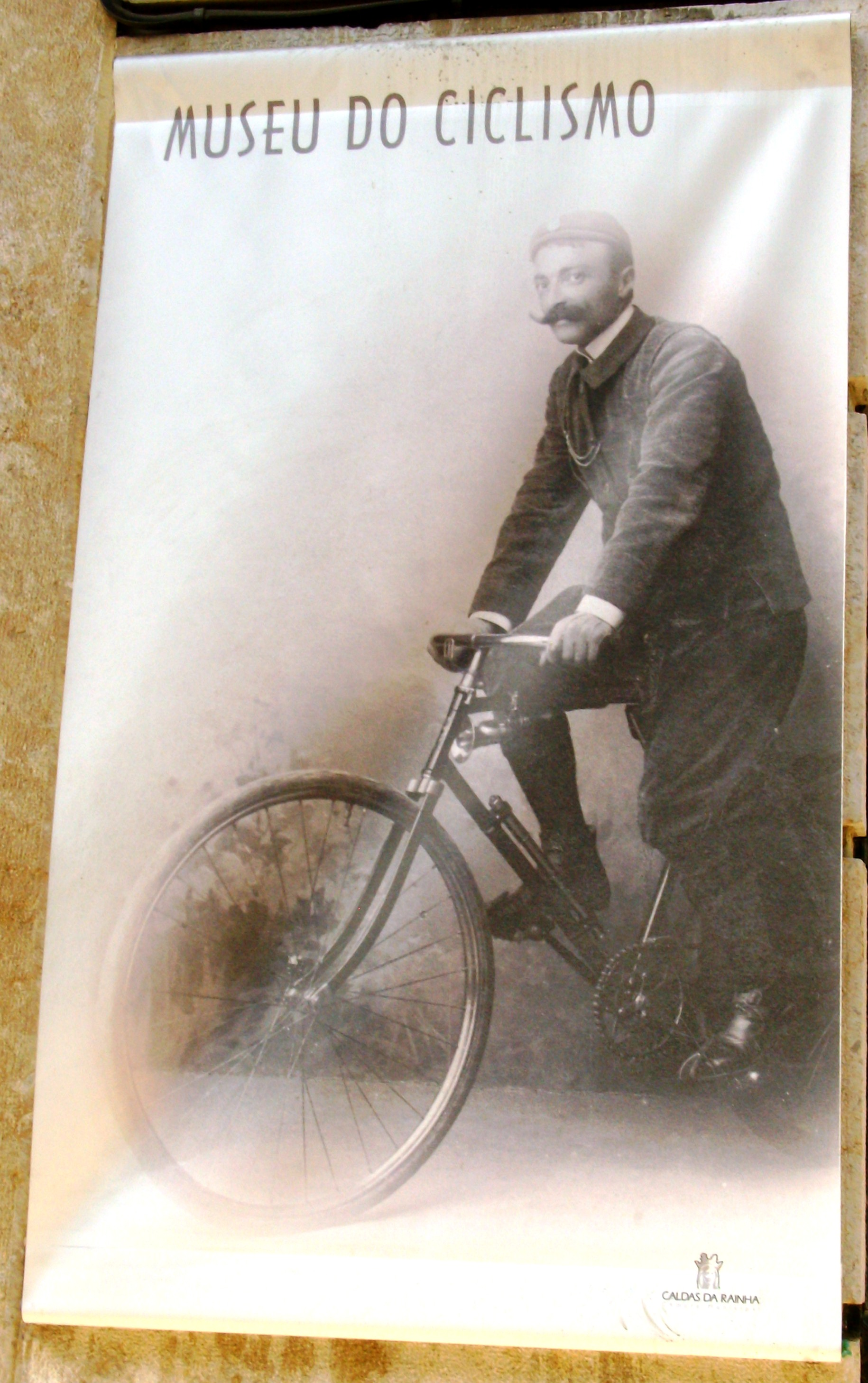
Museu do Ciclismo, Caldas da Rainha: cartaz.

O Museu do Ciclismo localiza-se na Rua de Camões nº 57, junto ao Parque D. Carlos I, na freguesia de Nossa Senhora do Pópulo, cidade e município das Caldas da Rainha, região Oeste de Portugal.
Foi inaugurado em 14 de dezembro de 1999 e reúne peças relativas à história do ciclismo no país.
É gerido pela Associação para o Desenvolvimento do Ciclismo (ADC), integrada pela Câmara Municipal das Caldas da Rainha, a Federação Portuguesa de Ciclismo e o Sporting Clube das Caldas. A ADC tem também como função a dinamização do ciclismo, a divulgação da história do ciclismo através da realização de ações de promoção da modalidade, recolha de espólio e registo histórico do ciclismo, formação técnico-pedagógica na área do ciclismo e do uso da bicicleta, dinamização de provas desportivas, edições de publicações na área velocipédica, divulgação da história através da organização de exposições, colóquios e seminários, entre outras.
A coordenação do museu está a cargo de Mário Lino, nome conceituado na história e promoção do ciclismo, no Concelho das Caldas.
Está patente, desde 30 de Maio de 2009, no 1º andar do edifício, a Exposição de Ciclismo. Ela é composta por documentos que datam de 1901 ("Cycloclub Caldense"), da I Porto-Lisboa (1911), das cinco primeiras provas da Volta a Portugal (1927 a 1934), e de personalidades contemporâneas do ciclismo.